# Arniocera zambesina
Arniocera zambesina är en fjärilsart som beskrevs av Walker 1866. Arniocera zambesina ingår i släktet Arniocera och familjen Thyrididae. Inga underarter finns listade i Catalogue of Life.